# 弗兰布瓦
弗兰布瓦（法語：Fraimbois，法語發音：[fʁɛ̃bwa]）是法国默尔特-摩泽尔省的一个市镇，属于吕内维尔区。

## 地理
弗兰布瓦（48°31'46"N, 6°32'30"E）面积15.02 平方千米，位于法国大東部大區默尔特-摩泽尔省，该省份为法国东北部内陆省份，是洛林的一部分，北邻比利时、卢森堡，北起顺时针与摩泽尔省、下莱茵省、孚日省和默兹省接壤。
与弗兰布瓦接壤的市镇（或旧市镇、城区）包括：热贝维莱、埃里梅尼勒、拉龙克斯、蒙塞勒莱吕内维尔、穆瓦延、圣克莱芒、瓦蒂梅尼勒。

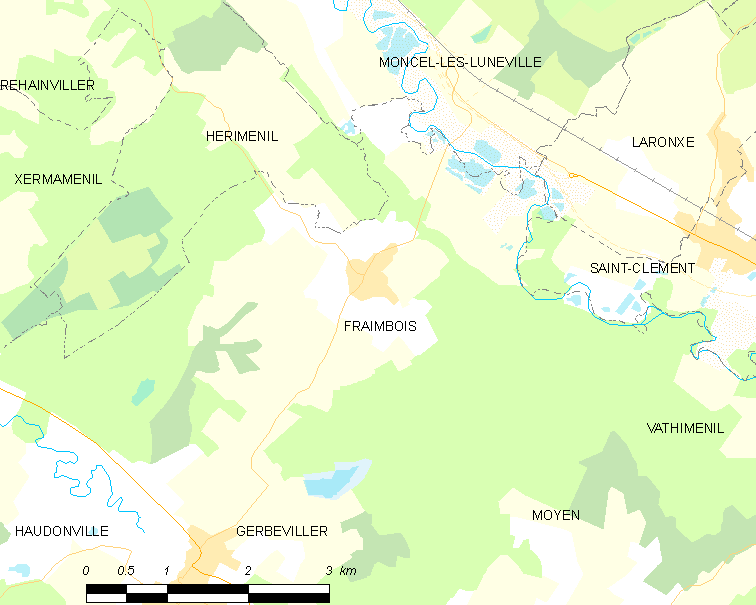
弗兰布瓦的OSM定位图

弗兰布瓦的时区为UTC+01:00、UTC+02:00（夏令时）。

## 行政
弗兰布瓦的邮政编码为54300，INSEE市镇编码为54206。

## 政治
弗兰布瓦所属的省级选区为吕内维尔第二县。

## 人口

1962-2008年间弗兰布瓦人口变化图示

弗兰布瓦于2022年1月1日时的人口数量为363人。